# 4. juli
4. juli er dag 185 i året i den gregorianske kalender (dag 186 i skudår). Der er 180 dage tilbage af året.
Ulricus's dag. Ulricus bliver opdraget i klostret i St. Gallen og er i 50 år biskop i Augsburg (923-973). Talrige legender fortæller om hans omsorg for fattige og syge, kirke- og klostergrundlæggelser og hans personlige indsats ved ungarernes angreb på byen. Ulricus bliver helgenkåret i 993.

### Begivenheder
Født - Dødsfald
- 1776 - I Philadelphia vedtages det, at 13 engelske kolonier skal løsrive sig fra England. Samtidig vedtages uafhængighedserklæringen.
- 1802 - USA's militærakademi, West Point, åbner.
- 1818 - Danmarks Nationalbank stiftes efter statsbankerotten. For at skabe tillid til banken er den uafhængig af staten.
- 1829 - Englands første regelmæssige busservice begynder i London.
- 1840 - Cunard indleder skibsdrift over Atlanten.
- 1865 - Lewis Carroll udgiver Alice i Eventyrland.
- 1894 - Sanford B. Dole udråber republikken Hawaii. Republikken eksisterer dog kun til 1898.
- 1909 - For første gang fejres USA's uafhængighedsdag i Danmark. Det sker under Landsudstillingen i Århus. Fra 1912 afholdes Rebildfesten i Rebild Bakker.
- 1924 - Flyruten København-Malmø indvies.
- 1944 - En tysk lægter lastet med ammunition eksploderer på Aarhus Havn og forårsager omfattende ødelæggelser. 33 danske arbejdsmænd og 6 tyskere omkommer.
- 1946 - Filippinerne opnår uafhængighed, garanteret af USA.
- 1954 - Finalen ved fodbold-VM i Bern vindes af Vesttyskland med 3-2 over storfavoritterne fra Ungarn. Finalen omtales i Tyskland som "miraklet i Bern", da den tilsvarende kamp i indledende runde var endt 8-3 til Ungarn.
- 1968 - Alec Rose når Portsmouth efter ene mand at have sejlet jorden rundt.
- 1969 - Rebildfesten afbrydes flere gange af vietnamdemonstranter, som blandt andet kaster benzinbomber.
- 1970 - En gruppe mennesker, som kalder sig Det Ny Samfund, etablerer Thylejren på en landejendom ved Frøstrup i Hanherred.
- 1972 - DUC indleder olieproduktion fra Danfeltet, Danmarks første oliefelt.
- 1976 - Israelske tropper gennemfører Operation Entebbe i den ugandiske lufthavn Entebbe for at befri gidsler.
- 1976 - Dronning Margrethes tale ved Rebildfesten afbrydes af demonstranter fra teatergruppen Solvognen. 56 demonstranter anholdes.
- 1985 - De københavnske bryggeriarbejder opgiver deres 57 dage lange ølstrejke uden at opnå resultater.
- 1987 - Den nazistiske krigsforbryder fra 2. verdenskrig Klaus Barbie med tilnavnene “Lyons Bøddel” og “Slagteren fra Lyon” bliver af en domstol i Lyon i Frankrig dømt til fængsel på livstid.
- 1989 - Tidligere verdensmester i boksning Carlos Monzon idømmes 11 års fængsel for mord på sin hustru.
- 1990 - Cypern søger optagelse i EF.
- 1997 - Den amerikanske rumsonde Mars Pathfinder lander på Mars.
- 2001 - Et russisk Tupolev Tu-154 passagerfly styrter ned under indflyvningen til lufthavnen i Irkutsk i Rusland, og 145 mennesker omkommer.
- 2012 - Centeret for partikelfysik CERN offentliggør målinger foretaget med partikelacceleratoren LHC, der viser fund af partikler med samme egenskaber som higgs-partiklen.
- 2022 - 1000 SAS piloter strejker i Danmark.

### Født
- 1799 - Oscar 1., franskfødt svensk konge (død 1859).
- 1804 - Nathaniel Hawthorne, amerikansk forfatter (død 1864).
- 1807 - Giuseppe Garibaldi, italiensk revolutionær (død 1882).
- 1809 - Rasmus Nielsen, dansk filosof (død 1884).
- 1826 - Stephen Forster, amerikansk sangskriver (død 1864).
- 1872 - Calvin Coolidge, amerikansk præsident (død 1933).
- 1902 - Meyer Lansky, russiskfødt amerikansk gangster (død 1983).
- 1910 - Gloria Stuart, amerikansk skuespillerinde (død 2010).
- 1911 - Mitch Miller, amerikansk sanger og musiker (død 2010).
- 1916 - Iva Ikuko Toguri D’Aquino, amerikansk-japansk kvinde fra anden verdenskrig (død 2006).
- 1918 - Taufa'ahau Tupou 4. af Tonga, (død 2006).
- 1921 - Gérard Debreu, fransk økonom og matematiker (død 2004).
- 1924 - Eva Marie Saint, amerikansk skuespillerinde.
- 1926 - Alfredo Di Stéfano, argentinsk fodboldspiller (død 2014).
- 1927 - Gina Lollobrigida, italiensk filmskuespillerinde (død 2023).
- 1930 - George Steinbrenner, amerikansk erhvervsmand, ejer af New York Yankees (død 2010).
- 1934 - Erik Heide, dansk billedhugger (død 2024).
- 1934 - Knud Erik Pedersen, dansk forfatter (død 2024).
- 1937 - Sonja, norsk dronning.
- 1938 - Bill Withers, amerikansk soulsanger (død 2020).
- 1942 - Prins Michael af Kent, engelsk prins.
- 1947 - Claus Bue, dansk skuespiller.
- 1948 - Tommy Körberg, svensk sanger og skuespiller.
- 1952 - John Waite, engelsk rocksanger og musiker.
- 1957 - J. Christian Ingvordsen, dansk-amerikansk filminstruktør.
- 1957 - Lars Barfoed, dansk direktør, folketingsmedlem og tidligere minister.
- 1959 - Daniel Sturla, uruguaysk ærkebiskop.
- 1962 - Pam Shriver, amerikansk tennisspiller.
- 1963 - Søren Sko, dansk sanger.
- 1963 - Jan Mølby, dansk fodboldspiller og -kommentator.
- 1973 - Jan Magnussen, dansk racerkører.
- 1976 - Jevgenia Medvedeva-Arbuzova, russisk langrendsløber.
- 1990 - David Kross, tysk skuespiller.
- 1992 - Anis Basim Moujahid, dansk sanger.
- 2003 - Polina Bogusevitj, russisk sangerinde.

### Dødsfald
- 1623 - William Byrd, engelsk komponist (født 1543).
- 1826 - John Adams, amerikansk præsident (født 1735).
- 1826 - Thomas Jefferson, amerikansk præsident (født 1743).
- 1831 - James Monroe, amerikansk præsident (født 1758).
- 1888 - Theodor Storm, tysk forfatter (født 1817).
- 1921 - Antoni Grabowski, polsk ingeniør og esperantist (født 1857).
- 1934 - Marie Curie, polsk-fransk fysiker og modtager af Nobelprisen i fysik og kemi (født 1867).
- 1942 - Marcellin Boule, fransk geolog og antropolog (født 1861).
- 1977 - Frank Jæger, dansk digter og forfatter (født 1926).
- 1995 - Bob Ross, amerikansk kunstner og tv-vært (født 1942).
- 1998 - Henrik Stangerup, dansk forfatter (født 1937).
- 2003 - Barry White, amerikansk producer og sanger (født 1944).
- 2006 – Lars Korvald, norsk politiker (født 1916).
- 2008 - Evelyn Keyes, amerikansk skuespillerinde (født 1916).
- 2008 - Jesse Helms, amerikansk politiker (født 1921).
- 2009 - Steve McNair, amerikansk fodboldspiller (født 1973).
- 2011 – Otto von Habsburg, østrigsk-født tysk politiker, forfatter, kongelig og tidligere kronprins (født 1912).
- 2011 - Jane Scott, amerikansk rockkritiker  (født 1919).
- 2012 – Eric Sykes, engelsk komiker (født 1923).
- 2014 – Torill Thorstad Hauger, norsk forfatter (født 1943).
- 2016 – Mads Holger, dansk forfatter, politiker, radiovært og skribent (født 1977).
- 2017 – Ole Emil Riisager, dansk journalist (født 1932).
- 2022 – Erik Kühnau, dansk skuespiller (født 1932).

|  | Denne datoartikel kan blive bedre, hvis der indsættes et (bedre) billede Du kan hjælpe ved at afsøge Wikimedia Commons for et passende billede eller uploade et godt billede til Wikimedia Commons iht. de tilladte licenser og indsætte det i artiklen. |